# Roman Deisenhofer
Roman Deisenhofer (* 16. Februar 1985 in Augsburg) ist ein ehemaliger deutscher Triathlet und zweifacher Bayerischer Meister Triathlon (2016).

## Werdegang
Roman Deisenhofer betreibt Triathlon seit 2011.

### Triathlon-Profi seit 2014
Deisenhofer wurde zwei Mal Bayerischer Meister im Duathlon und 2016 auch auf der Triathlon-Mitteldistanz.
Er ist Teilzeitbeamter bei der Berufsfeuerwehr und er startet seit 2014 als Profi. Roman Deisenhofer wird trainiert von Robert Mücke. Seit 2015 startet er auch auf der Langdistanz.
Im August 2016 wurde er Zweiter beim Trans Vorarlberg Triathlon.
Im November 2017 holte sich der damals 32-Jährige mit dem dritten Rang beim Ironman Malaysia seine erste Podiumsplatzierung in der Ironman-Serie. Seit 2018 tritt Roman Deisenhofer nicht mehr international in Erscheinung.
In der Saison 2020 startete er zusammen mit Sebastian Neef für das neu gegründete Spoosty pro.tri.team.

## Sportliche Erfolge
| Datum/Jahr    | Platz | Wettbewerb                 | Austragungsort       | Zeit       | Bemerkung                                                                                |
| ------------- | ----- | -------------------------- | -------------------- | ---------- | ---------------------------------------------------------------------------------------- |
| 26. Aug. 2018 | 3     | Trans Vorarlberg Triathlon | Bregenz              | 03:53:14,4 |                                                                                          |
| 15. Juli 2018 | 3     | TriStar111 Rorschach       | Rorschach            | 03:43:14   | 1 km Schwimmen, 100 km Radfahren und 10 km Laufen                                        |
| 24. Juni 2018 | 3     | Chiemsee Triathlon         | Chiemsee             |            |                                                                                          |
| 28. Aug. 2016 | 2     | Trans Vorarlberg Triathlon | Bregenz              |            |                                                                                          |
| 28. Juni 2016 | 1     | Königsbrunner Triathlon    | Königsbrunn          | 01:59      | Sieger am Augsburger Ilsesee auf der olympischen Distanz                                 |
| 19. Juni 2016 | 1     | VR-Triathlon Lauingen      | Lauingen             | 03:26:14   | Bayerischer Meister Triathlon Mitteldistanz – vor Christian Brader und Thomas Hellriegel |
| 20. Juli 2013 | 4     | Allgäu Triathlon           | Immenstadt im Allgäu | 04:06:03   | auf der Mitteldistanz                                                                    |
| 14. Juli 2013 | 1     | Königsbrunner Triathlon    | Königsbrunn          | 02:05:53   |                                                                                          |

| Datum/Jahr    | Rang | Wettbewerb          | Austragungsort    | Zeit     | Bemerkung                                |
| ------------- | ---- | ------------------- | ----------------- | -------- | ---------------------------------------- |
| 11. Nov. 2017 | 3    | Ironman Malaysia    | Langkawi          | 08:40:44 | erste Medaille in einem Ironman-Rennen   |
| 9. Juli 2017  | 8    | Challenge Roth      | Roth              | 08:16:29 | persönliche Bestzeit auf der Langdistanz |
| 24. Juli 2016 | 4    | Ironman Switzerland | Zürich            | 08:32:58 |                                          |
| 21. Mai 2016  | 8    | Ironman Lanzarote   | Puerto del Carmen | 09:02:33 |                                          |
| 4. Okt. 2015  | 15   | Ironman Barcelona   | Calella           | 08:24:57 | [ 4 ]                                    |
| 23. Mai 2015  | 11   | Ironman Lanzarote   | Puerto del Carmen |          |                                          |

(DNF – Did Not Finish)